# ناحیه ادامز، شهرستان گرنسی، اوهایو
ناحیه ادامز، بخش گرنسی، اوهایو (به انگلیسی: Adams Township, Guernsey County, Ohio) در ایالات متحده آمریکا است که در اوهایو واقع شده‌است.

## خصوصیات
ناحیه ادامز ۶۵٫۳ کیلومترمربع مساحت و ۲٬۰۱۹ نفر جمعیت دارد و ۳۰۳ متر بالاتر از سطح دریا واقع شده‌است.